# Isia cornuta
Isia cornuta là một loài bướm đêm thuộc phân họ Arctiinae, họ Erebidae.